# Solen (1624)
«Solen» (1624) (укр. "Сонце") — шведський трищогловий галеон, який шведи характеризували середнім кораблем (швед. lagom örlogskepp).

## Історія
Галеон був куплений в Нідерландах і перебудований у Алфсборгу на військовий корабель. Під командуванням Олександра Форатта в ході польсько-шведської війни брав участь у блокуванні Гданської затоки у складі ескадри адмірала. 28 листопада 1627 ескадра атакувала ескадру Речі Посполитої. У ході битви під Оливою «Solen» помилково прийняли за корабель віце-адмірала. 38-гарматний галеон атакували 8-гарматний флейт «Weisse Löwe», 32-гарматний галеон «König David» і 17-гарматний галеон «Meerman», який взяв його на абордаж. У бою загинув капітан Форатт. Через загрозу захоплення галеону його шкіпер кинувся до носової порохової камери. Частина польських і шведських моряків встигла перескочити на атакуючі кораблі. Від вибуху «Solen» негайно затонув, але 46 морякам вдалося врятуватись. У пропагандистському звіті Речі Посполитої писали, що під Гданськом о полудні «зайшло сонце».
Рештки «Solen» були віднайдені 20 жовтня 1969 при розбудові порту Гданська на глибині 16 м. Було вирішено виставити рештки корпусу в Національному музеї в Гданську. Було піднято 6000 предметів та 11 гармат — 8 шведських, 2 польські та 1 московську (1969). До 1975 підняли ще 9 гармат, камені баласті з корпусу, який перенесли в інше місце (1980). Корпус підняли на поверхню 1981. Підняті 20 гармат були відлиті між 1560 і 1620 рр.